# Tourdion
Der Tourdion (auch Tordion geschrieben) ist ein historischer Tanz aus der Zeit der Renaissance. Es handelt sich um einen lebhaften Springtanz, dessen Musik im 6/8-Takt steht. Thoinot Arbeau charakterisiert den Tourdion als schnellere Version der Galliarde, weshalb auch die Sprünge niedriger waren als bei letzterer. Der Tourdion wurde als Nachtanz der Basse danse getanzt. Im Laufe des 16. Jahrhunderts wurde er von der Galliarde abgelöst.
Auch ein bekanntes französisches Trinklied aus dem Jahr 1530 trägt den Titel Tourdion. Die Komposition wird Pierre Attaingnant zugeschrieben, andere gehen von einem anonymen Komponisten aus. Vermutlich wurde es von Attaingnant – einem der Pioniere des Notendrucks – 1530 (als Tourdion „La Magdalena“ in Premier livre de Danceries) erstmals publiziert.
Der Originaltext ist nicht überliefert; bei der heute üblichen Version handelt es sich um eine Rekonstruktion.

## Analyse des von Attaingnant veröffentlichten Liedes

### Aufbau
Tourdion besteht aus einem Strophenteil und einem Refrainteil die einzeln wiederholt werden. Hauptsächlich hört man die Sopranmelodie heraus, die von drei Begleitstimmen unterlegt ist. Verschiedene Strophen gibt es nicht, es wird also stets dieselbe wiederholt. Das Stück ist von sehr kurzer Dauer, da es nur 16 Takte besitzt und das Tempo extrem schnell ist. Trotz der Wiederholungen hat das Stück nur eine Gesamtdauer von etwa 1:30 Minuten.

### Melodik
Die Hauptstimme des Liedes ist der Sopran, denn diese besitzt die Melodie. Die übrigen Chorstimmen haben nur eine Begleitfunktion. Die Melodie sticht nicht durch ihre höhere Lage hervor, sondern durch ihre kleineren Notenwerte und ihre Sekundschrittfortführung. In der Tat sind in der Melodie keine großen Notensprünge zu finden. Das Sekundintervall und die schnellen Achtelnoten sind hier von beherrschender Kraft. Im Gegensatz zu dieser singenden Melodie stehen die Begleitstimmen. Ihre Begleitfunktion ist deutlich in ihrer sprunghaften Bewegung zu spüren. Die wiederholte Gruppierung von einer Halben gefolgt von einer Viertel ist melodisch uninteressant und es ist deutlich zu erkennen, dass diese Begleitstimmen durch große Sprünge Akkorde darstellen. Dieses Verhalten bewirkt einen springenden Charakter. Die viertaktig gegliederte Melodie hat an verschiedenen Stellen gewisse Ähnlichkeiten. Die ersten vier Takte gleichen den folgenden vier und die Takte 9–12 gleichen den darauffolgenden. In den ersten 8 Takten ist das Motiv des ersten Taktes maßgebend: sechs Achtel, die erst auf- und dann wieder absteigen. Von großer Wichtigkeit ist auch die Note cis, die der Melodie diese mittelalterliche Note gibt. Diese Note bestimmt die Tonart und ihr Kirchenmodus (Dorisch). Bei den Takten 9–16 spielt das Motiv der Synkope eine bedeutende Rolle. Nuancen oder sonstige Intensitätsrichtlinien sind nicht in den Noten eingetragen und möglicherweise auch nicht gewollt, weil es auf der Basis kein künstlerisch anspruchsvolles Lied sein sollte, sondern nur ein Lied, das jeder singen kann, mit Begleitung von einfachen Instrumenten, wie einer Flöte und einem Tamburin. Komplizierte Aufführungsarten sind deshalb nicht erforderlich. Der zum Tanz auffordernde Rhythmus ist hier wichtiger als die Musik. Bei einer Aufführung dieses Stückes sollen die Nuancen spontan ausgesucht werden und sich dabei möglicherweise auch auf die Tänzer und deren Stimmung beziehen. In den Begleitstimmen ist an verschiedenen Stellen eine Komplementärmelodik aufzufinden. Diese besitzen nie schnellere Notenwerte als die Viertel, solange die Hauptstimme ebenfalls schnelle Rhythmen hat. In den Takten 6 und 7 sieht man deutlich, wie die Melodie vom Sopran in den Tenor über den Alt wandert. Der Text bleibt jedoch im Sopran am wichtigsten. Die zwei Teile des Stückes unterscheiden sich noch in ihrer Melodik, da sie im zweiten Teil eine kleine Steigerung der Tonhöhe kennt. Dies führt zu einem ersten Gedanken, dass dies der Refrain sein könne.

### Harmonik
Dieses Stück hat nur die Funktion des Tanzes und gerade aus diesem Grund ist der Rhythmus wichtiger als die Harmonik. Deshalb ist das Lied von der harmonischen Seite nicht tiefgründig ausgearbeitet. Die Tonart ist E-moll und durch die große Sexte (e–cis) entsteht die Kirchentonart Dorisch. Diese Kirchentonart und viele parallele Oktaven und Quinten erwecken den Charakter mittelalterlicher Musik. Die Harmonik ist eher einfach und ohne komplizierte Akkorde oder viele Noten gehalten, damit auch der einfache Bürger diese Musik versteht. Die Akkorde sind einfache Durdreiklänge und der Bass hat ihren Schwerpunkt auf der Grundnote E. Die Harmonik bleibt fast konstant auf der ersten Stufe stehen und wechselt nur wenige Male auf die 3. oder auf die dominante 5. Stufe. Darin unterscheiden sich minimal die beiden Teile. In den ersten 8 Takten ist dieser Stufenwechsel etwas geringer als in den folgenden 8 Takten. Auch das führt zu einer geringen Steigerung in der Musik im 2. Teil.

### Taktart
Die Komposition steht in einem schnellen Dreiertakt und ist deshalb relativ kurz, da sie nur 16 Takte enthält, die zwar wiederholt werden, aber wegen des sehr schnellen Tempos besonders kurz wirken. Es war ohne Zweifel früher so gedacht, dass sie einfach als Endlosschleife wiederholt wurde.

### Rhythmus
Der Hauptrhythmus dieses Stückes liegt in der Begleitung, also in den Alt-, Tenor- und Bassstimmen und ist der Impuls, der das Stück vorantreibt. Dieser Impuls besteht aus einer Halben gefolgt von einer Viertel. Dieses Rhythmusmotiv bleibt durch die ganze Komposition fast in jedem Takt die Gleiche. Dies schafft eine standhafte Basis die immer weiter geht und einen sprunghaften Charakter der zum Tanzen verleitet. Ein paar Gegenschläge befinden sich zum Beispiel in den Takten 4, 7 und 15, die die standhafte Basis etwas auflockern. Pausen sind hier nicht vorhanden und auch die Atempausen zwischen den Sätzen der einzelnen Stimmen verwischen sich gegenseitig, sodass ein andauernder Klang entsteht. Sogar bei einer rein vokalen Vorführung kann man fast Rhythmusinstrumente heraushören, wie das Begleiten eines Tamburins. Der Rhythmus der Melodie scheint fast improvisiert darübergelegt zu sein und verführt mit seinem schwunghaften Elan ebenfalls zum Tanz.

### Text
Beim Text des Tourdion handelt es sich nicht um den Originaltext, sondern nur um eine Rekonstruktion:
„Quand je bois du vin clairet
Ami tout tourne, tourne, tourne, tourne
Aussi désormais je bois Anjou ou Arbois
Chantons et buvons, à ce flacon faisons la guerre
Chantons et buvons, les amis, buvons donc!“
Deutsche Übersetzung:
„Wenn ich Clairet-Wein trinke,
Freund, dreht sich alles, dreht sich, dreht sich, dreht sich.
auch trinke ich nunmehr Anjou oder Arbois.
Lasst uns singen und trinken, gegen diese Flasche lasst den Krieg uns führen.
Lasst uns singen und trinken, Freunde, lass uns also trinken!“

Durch den Text wird dieses Stück zu einem Trinklied, was vielleicht anfangs nicht die Absicht war, da der ursprüngliche Text nicht mit überliefert wurde. Der Charakter ist volkstümlich und sogar etwas witzig. Es soll die Bürger zum Trinken und zum Tanzen anspornen, eine typische Fest- bzw. Feiermusik um für eine gute Stimmung zu sorgen. Der Text wiederholt sich ständig und ist nicht schwer zu verhalten, somit kann jeder auch einfach und schnell mitsingen. Hier ist auch die französische Sprache gewählt und kein schwieriges Latein, welches den Fähigkeiten des einfachen Bürgers entspricht.
Die Melodiestimme unterscheidet sich vollständig von den Begleitstimmen, aber auch diese sind untereinander nicht die gleichen. Der Rhythmus mag sich wohl sehr stark ähneln, dennoch ist der daraufgesetzte Text zumindest im ersten Teil verschieden. Somit erhält die Komposition wieder diesen freien und springenden Charakter und auch wenn es nur vierstimmig gesungen wird, scheint eine ganze Gruppe in Feierlaune am Singen zu sein. Beim zweiten Teil und Refrain des Stückes sind die Begleitstimmen rhythmisch absolut identisch und hier ist auch der Text derselbe, welches ebenfalls zu einer Steigerung in der Musik führt.

## Mittelalterdarstellung
Der Tourdion spielt auch eine große Rolle auf Mittelaltermärkten. Hier wird meist eine Coverversion der Mittelalterband Die Streuner gespielt, häufig auch eine Live-Version der ansässigen Bands.
Zu dieser Musik tanzen die Darsteller den Tourdion als Kreispaartanz. Die Anzahl der Paare ist dabei beliebig.
Die Schritte gehen wie folgt:
Die Paare stellen sich im Kreis auf, die Damen zur Rechten ihres Tanzpartners. Alle fassen sich an den Händen.
Es wird mit dem linken Fuß begonnen.
1. Teil:
Takt 1: Ein Schritt nach links, hierbei wird der rechte Fuß nur leicht nachgezogen oder angehoben, nicht komplett aufgesetzt.
Takt 2: wieder zurück auf den rechten Fuß
Takt 3: Der linke Fuß macht einen Schritt nach vorne zur Kreismitte, die Arme werden dabei zur Mitte geschwungen.
Takt 4: wieder zurück auf den rechten Fuß
Das Ganze wird viermal gemacht.
2. Teil:
Takt 1–2: Die Damen lassen die Hand des Herrn zur Rechten los. Sie drehen sich nach links, vor ihren Tanzpartner, greifen mit der rechten Hand seine linke. Sie lassen die linke Hand von der rechten ihres Partners los und drehen sich weiter, bis sie zwischen diesem und dem nächsten Herrn stehen. Dabei können die Damen einen kleinen Sprung vollführen, wenn die Herren sie genügend stützen. Es wird wieder durchgefasst.
Takt 3–4: wie im 1. Teil
Auch das wird viermal gemacht, sodass die Damen zum Schluss 4 Plätze weiter links stehen (bei 4 Paaren also wieder am Ausgangsort).
3. Teil:
Wiederholung des 1. Teils
4. Teil:
Wie der 2. Teil, nur drehen sich nun die Herren nach rechts vor den Damen vorbei.
Dann fängt man wieder mit dem 1. Teil an.